# الكأس السلطانية 1925
كَأْسُ السُّلْطَانِ حُسَين 1925 هي النُّسْخة التَّاسِعة من بُطولة كَأْس السُّلطان حُسَين. لُعبت البُطولة في عام 1925، وفاز بها الأهلي بعد فوزه في النهائي على الاتِّحاد السَّكَندَري بنَتيجة 4–1.